# Via Laietana
Via Laietana je avenija u Barceloni, glavna prometnica u Starom Gradu. Poznata je po brojnim povijesnim građevinama građenima u duhu secesije, art décoa, novoklasicizma i katalonskog modernizma, zbog čega se smatra jednim od turističkih obilježja grada.
Uz prometnicu se, između ostalih građevina, nalaze i Palača katalonske glazbe i Barcelonska katedrala.